# 耶盧達加利機場
耶盧達加利機場（挪威語：Geilo flyplass, Dagali）是一個私人營運機場，位於挪威布斯克吕郡霍爾市镇的達加利村。此機場在1985年開始營業，當時是一個民用區域機場，服務當區居民，亦會提供包機服務予鄰近的耶盧滑雪場旅客。由於經營不善、收支不平衡，機場在2003年關閉。
1998年，機場跑道由原本的1300米延長至1800米。不過機場關閉後，私人客機只可以使用其中的850米。機場現在已經改裝為卡丁車賽車道，但部分通用航空仍會使用此機場。機場在2003年停止民航服務後，所有商業航班便轉移至1987年開始運營的萊林法格內斯機場。
耶盧達加利機場由霍爾和諾勒-于夫達爾市镇擁有。

## 歷史

### 初期營運（1985年－1988年）
1985年，耶盧機場正式開幕，當時為挪威霍爾的區域機場。1986年6月20日，海岸航空中心被授予特許權，經營來往斯塔万格至達加利耶盧機場的航班，航線使用了比奇空中超王200飛機，此航線在1991年結束營業。同時間，挪温航空開辦來往耶盧機場和奧斯陸的航線。由於耶盧機場的客流量頗少，因此海岸航空中心和挪詠航空都以入不敷支為由，決定結束營運兩條航線。威德羅航空和挪斯航空都以客運量低為由，表示沒有興趣營運相關航線。

### 未見起色（1988年－1996年）
1988年，機場開始進行工程，將1300米跑道延長至1800米，以容許國際航班降落。工程花費1530萬挪威克朗，資金來自市镇和郡所擔保的貸款。
1989年，海岸航空獲批一年特許權，以德哈維蘭加拿大DHC-6客機經營耶盧－奧斯陸－斯塔万格的航線，不久後航空公司便改為每週僅開辦兩對往來航班。
自1984年起，機場的擁有者便希望政府能夠將耶盧機場納入資助計劃中，確保機場運作暢順及補貼業務損失。不過鄰近的新機場早已獲批，耶盧機場卻音訊全無。直至1992年，擁有機場的諾勒-于夫達爾市镇和霍爾市镇首長承認當年興建耶盧機場實乃一錯誤，皆因每年客運量從未突破四位數字，但營運機場卻每年花費100萬克朗。由於機場出現營運赤字，兩個市镇決定與部分私人投資者共同創立「挪渣打公司」（挪威語：Norcharter），雖然花費了800萬克朗作推廣機場和市镇，但成效十分低，客運量沒有提升。

### 終見曙光（1996年－2003年）
1996年1月1日，挪威民航管理局接管26個由市镇擁有的機場，不過耶盧機場並非在列表之上，而是從政府手中獲得150萬克朗的年度補助金。2000年挪威加入申根公约後，市镇需要投資更多以重建耶盧機場，包括興建出入境設施，以符合申根公約的要求。2002年，耶盧機場客運量為8870人次，創下機場成立27年來的紀錄。

### 新公司接手（2003年－）
2003年6月1日起，耶盧機場營運有限公司（挪威語：Geilo Lufthavn Drift A/S）與市镇達成協議，接管機場的運作。當時機場自4月起短暫關閉，原定在9月重新營運。不過新公司決定不再重開，並將機場改為卡丁車賽道，但容許私人飛機在850乘20米的跑道上降落。

## 意外與事故
- 1992年4月25日，一架由奥勒莫尔德机场（英语：Molde Airport, Årø）前往耶盧機場的塞斯納172客機在達加利以東2公里墜毀，機上一名機師和一名乘客身亡[13]。
- 1992年10月19日，一架派珀PA-24科曼奇（英语：Piper PA-24 Comanche）的引擎在2300米上空失去動力，其後急墜地面。客機緊急降落，雖然機師生還，僅有幾處擦傷，但飛機全毀[14]。
- 1993年3月19日，一架特伦德航空（Trønderfly）前往耶盧機場的比奇超级空中国王客機試圖降落不果，最後在機場4.3公里外墜毀，3人死亡[15]。